# Oxylechia confirmata
Oxylechia confirmata är en fjärilsart som beskrevs av Edward Meyrick 1917. Oxylechia confirmata ingår i släktet Oxylechia och familjen stävmalar. Inga underarter finns listade i Catalogue of Life.